# Paule
Paule (tiếng Breton: Paoul) là một xã của tỉnh Côtes-d’Armor, thuộc vùng Bretagne, tây bắc Pháp.

## Dân số
Người dân ở Paule được gọi là Paulois.